# Iglesia de Santa Maria delle Grazie en Mondragone (Nápoles)
La iglesia de Santa Maria delle Grazie figura entre las principales iglesias del barroco tardío de Nápoles y está ubicada junto a la plaza Mondragone.

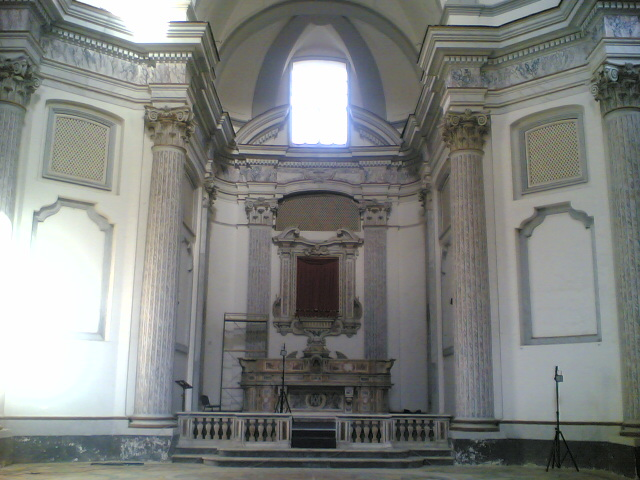

Propiedad de la fundación Mondragone, fue construida en las inmediaciones del convento, retiro de viudas nobles fundado en 1655 por Elena Aldobrandini, viuda de don Antonio Carafa, príncipe de Stigliano y duque de Mondragone. El edificio actual fue diseñado por el arquitecto Arcangelo Guglielmelli entre 1715 y 1723; enriqueció la iglesia con valiosos mármoles policromados, visibles sobre todo en las grandes columnas compuestas rematadas por capiteles dorados. En 1723 murió Guglielmelli y tomó su lugar Giovan Battista Nauclerio, quien diseñó el suntuoso portal en piperno, el piso de mayólica y los aparatos decorativos de estuco.
El interior, en forma de cruz griega inscrita en un octógono, presenta un frontal de estuco de Giuseppe Scarola y muebles del siglo XVIII de Giuseppe Ricciardella; el altar mayor fue diseñado por Ferdinando Sanfelice.